# Nakashima Taiki
Taiki Nakashima (中島 大貴 Nakashima Taiki, sinh ngày 17 tháng 1 năm 1995) là một cầu thủ bóng đá người Nhật Bản.

## Sự nghiệp
Taiki Nakashima gia nhập câu lạc bộ tại J1 League; Sagan Tosu năm 2015. 18 tháng 3 năm anh ra mắt ở J.League Cup (v Matsumoto Yamaga FC).

## Thống kê câu lạc bộ
Cập nhật đến ngày 22 tháng 2 năm 2018.
| Thành tích câu lạc bộ | Thành tích câu lạc bộ | Thành tích câu lạc bộ | Giải vô địch | Giải vô địch | Cúp                   | Cúp                   | Cúp Liên đoàn | Cúp Liên đoàn | Tổng cộng | Tổng cộng |
| Mùa giải              | Câu lạc bộ            | Giải vô địch          | Số trận      | Bàn thắng    | Số trận               | Bàn thắng             | Số trận       | Bàn thắng     | Số trận   | Bàn thắng |
| Nhật Bản              | Nhật Bản              | Nhật Bản              | Giải vô địch | Giải vô địch | Cúp Hoàng đế Nhật Bản | Cúp Hoàng đế Nhật Bản | J. League Cup | J. League Cup | Tổng cộng | Tổng cộng |
| --------------------- | --------------------- | --------------------- | ------------ | ------------ | --------------------- | --------------------- | ------------- | ------------- | --------- | --------- |
| 2015                  | Sagan Tosu            | J1 League             | 0            | 0            | –                     | –                     | 2             | 0             | 2         | 0         |
| 2017                  | Kamatamare Sanuki     | J2 League             | 17           | 0            | 1                     | 0                     | –             | –             | 18        | 0         |
| Tổng                  | Tổng                  | Tổng                  | 17           | 0            | 1                     | 0                     | 2             | 0             | 20        | 0         |